# Seini
Seini [ˈseinʲ] (deutsch Leuchtenburg, ungarisch Szinérváralja) ist eine Kleinstadt, die im Kreis Maramureș im Nordwesten Rumäniens liegt.
Der Ort ist auch unter den deutschen Bezeichnungen Sienerburg und Sienerln bekannt.

## Geographische Lage
Seini hat eine Fläche von etwa 59 km² und liegt an der Nationalstraße 1C – die heir Teil der Europastraße 58 ist – 26 km nordwestlich von der Kreishauptstadt Baia Mare (Frauenbach) entfernt. Zur Stadt gehören die Dörfer Săbișa (ungarisch Kissebespatak) und Viile Apei (Apahegy).

## Geschichte
Der Ort Seini wurde erstmals 1334 urkundlich erwähnt. Die Burg Leuchtenburg wurde 1490 zum ersten Mal urkundlich erwähnt. 1677 wurden die Burg und der sie umgebende Ort von Tataren niedergebrannt, wobei ein großer Teil der Bevölkerung flüchten konnte. Nach den historischen Angaben wurde 1717 fast die ganze Bevölkerung, die überwiegend aus Ungarn bestand, niedergemetzelt oder versklavt. Später haben sich Rumänen angesiedelt. 1952 bezifferte sich die Einwohnerzahl auf 5056 Personen, die etwa zu gleichen Teilen Rumänen und Ungarn waren. Viele der hier lebenden Sathmarer Schwaben haben sich als Ungarn bezeichnet, der Assimilationsprozess war hier viel intensiver als im Banat im Südwesten Rumäniens.
1988 wurde Seini zur Stadt erklärt.

## Sehenswürdigkeiten
Sehenswert ist die Burgruine, die noch heute existiert.

## Persönlichkeiten
- János Sylvester (um 1504 hier geboren), ein Bibelübersetzer, dem in der Stadt ein Denkmal (1902) gewidmet ist, geboren.[5]
- Hier begraben ist Szende Pál (1879–1934), der 1918/19 ungarischer Finanzminister war.[6]
- József Bajnóczy (1888–1977), Generaloberst der Königlich Ungarischen Armee
- Béla Bay (1907–1999), ungarischer Fechter
- Alex Goldfarb (* 1947), israelischer Politiker